# Cigar Club Association
Cigar Club Association è un'associazione culturale senza finalità di lucro, nata nel 1999 con lo scopo di riunire al suo interno, in ottica consortile, i vari Cigar Club italiani e i relativi soci, per creare un punto di riferimento centralizzato e una struttura organizzativa in grado di promuovere la cultura del cosiddetto "fumo lento", attraverso l'organizzazione di eventi - anche a carattere internazionale - incontri, momenti aggregativi, educativi e quant'altro permetta di condividere la passione per la fruizione del Sigaro.
Club da non confondere con il meno noto 'club del sigaro' fondato dal mantovano Gabriele Gambardella, quest'ultimo ostenta un concetto più estremo di sigaro che trascende l'originale significato della parola. 

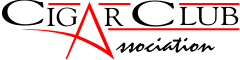
Logo della C.C.A.

Per le persone fisiche o giuridiche che intendono iscriversi alla C.C.A., ma nelle cui città non è istituito alcun Cigar Club affiliato, l'associazione ha creato il Cigar Club Virtuale, con lo scopo di riunire gli appassionati provenienti da tutta Italia che altrimenti non potrebbero partecipare all'attività associativa.
Al 2015 fanno parte della CCA oltre 23 club; la tessera nazionale è valida per frequentare tutti i club aderenti al circuito nazionale.
II club sono diversificati in base alla adesione sottoscritta: i club soci hanno diritto di voto durante le assemblee mentre gli associati no.
La Cigar Club Association organizza, fra le varie attività, un corso per Catador che viene istituito dai club locali che ne fanno richiesta: il Catador, nell'ambito del Sigaro, è l'equivalente del Sommelier per il vino, un degustatore esperto e un profondo conoscitore del prodotto.
L'associazione pubblica inoltre la rivista "Sigari!", organo ufficiale della stessa distribuito a tutti i soci. Gli eventi organizzati dai club aderenti a CCA mirano a promuovere la cultura e il "bien vivre" in ogni senso: vengono scelte location pittoresche, chiamati esperti di vari ambiti -enologico, gastronomico eccetera- per contribuire a degustazioni in abbinamento fra sigari e altri prodotti, vengono stilate delle relazioni scientifiche inerenti conservazione, invecchiamento ed evoluzione dei sigari.
Forte è anche la collaborazione con Diadema Spa, l'importatore italiano di sigari Avana dalla ditta Habanos S.A. di Cuba.